# Burmusculus
Burmusculus – wymarły rodzaj błonkówek z podrzędu trzonkówek i nadrodziny Pompiloidea, jedyny z monotypowej rodziny Burmusculidae. Obejmuje trzy opisane gatunki. Żyły w kredzie.

## Taksonomia
Rodzaj i wszystkie znane gatunki opisane zostały po raz pierwszy w 2018 roku przez Zhang Qi i Aleksandra Rasnicyna na łamach „Cretaceous Research” w publikacji współautorstwa Zhang Haichuna. Opisu dokonano na podstawie inkluzji w bursztynie birmańskim, odnalezionych w dolinie Hukawng, w okolicy Noije Bum w gminie Tanai i dystrykcie Myitkyina na terenie birmańskiego stanu Kaczin. Skamieniałości datowane są na późny alb lub wczesny cenoman.
Do rodzaju tego zalicza się trzy opisane gatunki:
- Burmusculus nuwae Zhang et Rasnitsyn, 2018 – nazwany od bogini Nu Wa z chińskiej mitologii
- Burmusculus fuxii Zhang et Rasnitsyn, 2018 – nazwany od Fuxi z chińskiej mitologii
- Burmusculus shennongii Zhang et Rasnitsyn, 2018 – nazwany od Shennonga z chińskiej mitologii

## Morfologia
Błonkówki o ciele długości od 3 do 6 mm, ogólnym wyglądem przypominające nastecznikowate. Boczne płaty przedplecza nie były rozdęte. Na mezopleurach brak było szwów ukośnych. Użyłkowanie skrzydła przedniego charakteryzowało się drugą sekcją żyłki medialnej umiarkowanie krótką i ustawioną pod wyraźnym kątem względem żyłki RS+M. Użyłkowanie skrzydła tylnego cechowało się ukośną żyłką poprzeczną kubitalno-analną oraz brakiem wyraźnej żyłki analnej lub jej umiejscowieniem tuż za żyłką poprzeczną kubitalno-analną.
B. nuwae miała ciało długości 6,3 mm, ubarwione ciemno, pozbawione irydyzacji, drobno punktowane i bardzo krótko owłosione. Głowa jego miała wypukły z przodem przedłużonym w ząbek nadustek, duże, sięgające nasad żuwaczek, po wewnętrznej stronie szeroko wykrojone oczy złożone, rozmieszczone na niskim trójkącie przyoczka, na całej długości bardzo wąskie skronie, kompletne żeberko potyliczne, dwupłatową wargę górną, cienkie, sierpowate i dwuzębne żuwaczki, długie i pięcioczłonowe głaszczki szczękowe oraz grube, 12-członowe czułki. Ponad czułkami brak było występu czy listewki. Tułów miał umiarkowanie głęboko wykrojony tylny brzeg przedplecza, kompletne i ku głowie rozbieżne notaulices, szeroki i głęboki rowek przedtarczkowy oraz zaopatrzoną w żeberka tarczkę. Przednie skrzydło miało niecałe 3,9 mm długości oraz 1,1 mm szerokości. Odznaczało się komórkami 2rm i 3rm dłuższymi niż wierzchołkowy odcinek sektora radialnego. Tylne skrzydło miało niecałe 2,8 mm długości oraz 0,7 mm szerokości. Odnóża miały stopy o członach od pierwszego do czwartego zaopatrzonych w poduszeczki. Metasoma była długa, wąska, o wierzchołkowo wąsko zaokrąglonym hypopygium.
B. fuxii miała ciało długości 3 mm, ubarwione irydyzująco zielono i purpurowo, drobno punktowane i krótko owłosione. Głowa jego miała krótki, słabo wypukły i na przedzie zaokrąglony nadustek, duże, sięgające nasad żuwaczek, niewykrojone oczy złożone, słabo zaznaczone przyoczka, bardzo wąskie na górze i rozszerzające się na dole skronie, kompletne żeberko potyliczne, językowatą wargę górną, cienkie i dwuzębne, długie i pięcioczłonowe głaszczki szczękowe, krótkie i czteroczłonwe głaszczki wargowe oraz grube, 13-członowe czułki. Ponad czułkami brak było występu czy listewki. Tułów miał delikatnie wykrojony tylny brzeg przedplecza, liniowate i ku głowie rozbieżne notaulices, pozbawioną żeberka tarczkę oraz bardzo wysokie zaplecze. Przednie skrzydło miało ponad 2,2 mm długości oraz niecałe 0,9 mm szerokości. Odznaczało się komórką 3rm krótszą niż wierzchołkowy odcinek sektora radialnego. Tylne skrzydło miało 1,5 mm długości oraz 0,4 mm szerokości. Odnóża miały stopy pozbawione poduszeczek. Metasoma była wrzecionowata.
B. shennongii miała ciało długości 3,7 mm, ubarwione ciemno, pozbawione irydyzacji, drobno punktowane i nieco skórzaste, krótko owłosione. Głowa jego miała wypukły z trzema małymi płatkami pośrodku nadustek, duże, sięgające nasad żuwaczek, po wewnętrznej stronie szeroko wykrojone oczy złożone, rozmieszczone na niskim trójkącie przyoczka, na całej długości dość wąskie skronie, kompletne żeberko potyliczne, językowatą wargę górną, cienkie i dwuzębne żuwaczki, krótkie i pięcioczłonowe głaszczki szczękowe, czteroczłonowe głaszczki wargowe z owalnym członem pierwszym oraz grube, 13-członowe czułki. Ponad czułkami znajdował się niski występ. Tułów miał dość głęboko wykrojony tylny brzeg przedplecza, kompletne i ku głowie rozbieżne notaulices, szeroki i głęboki wcisk przedtarczkowy oraz wydłużoną, wysklepioną i pozbawioną żeberka tarczkę. Przednie skrzydło miało 2,5 mm długości oraz niecałe 1,1 mm szerokości. Odznaczało się komórką 2rm mierzoną wzdłuż sektora radialnego krótszą niż wierzchołkowy odcinek tego sektora. Tylne skrzydło miało niecałe 1,7 mm długości oraz niecałe 0,5 mm szerokości. Odnóża miały stopy pozbawione poduszeczek. Samiec miał językowate hypopygium, wąskie i na szczycie wąsko zaokrąglone gonostyliki oraz krótkie i zaokrąglone wolselle i płaty parapenialne.